# Internacional de Saint-Imier
A Internacional de Saint-Imier, também conhecida como Internacional autonomista e Internacional federalista, foi uma organização internacional formada por Bakunin e James Guillaume em 15 de setembro de 1872, após a expulsão dos anarquistas da Associação Internacional dos Trabalhadores no congresso de Haia. A organização também reuniu, além de anarquistas, outros opositores das ideias de Marx e que recusavam a linha política adotada pelo Conselho Geral da AIT após o congresso de Haia. A Internacional de Saint-Imier realizou quatro congressos e foi dissolvida em 1877.